# Кастельнуово-дель-Гарда
Кастельнуово-дель-Гарда (итал. Castelnuovo del Garda) — коммуна в Италии, располагается в провинции Верона области Венеция.
Население составляет 8612 человека, плотность населения составляет 253 чел./км². Занимает площадь 34,68 км². Почтовый индекс — 37014. Телефонный код — 045.
В коммуне 8 сентября особо празднуется Рождество Пресвятой Богородицы.

## Города-побратимы
- Нойштадт-ан-дер-Айш, Германия (1988)
- Требне, Словения (2001)